# Hydropsyche afghanistanica
Hydropsyche afghanistanica är en nattsländeart som beskrevs av Schmid 1963. Hydropsyche afghanistanica ingår i släktet Hydropsyche och familjen ryssjenattsländor. Inga underarter finns listade i Catalogue of Life.